# Max Walter (sollevatore)
Max Martin Walter (Metz, 30 gennaio 1905 – Duisburg, 30 dicembre 1987) è stato un sollevatore tedesco che gareggiò nella categoria dei pesi piuma, campione europeo a Parigi nel 1935.

## Carriera
Nativo di Metz, in Lorena, si trasferisce a Saarbrücken, entrando a far parte della società sportiva SV Saar 05 Saarbrücken. Iniziò a praticare lo sport della lotta, ma passò presto al sollevamento pesi, nella categoria dei pesi gallo.
Arrivarono i primi successi e nel 1924 gareggiò per la prima volta nei campionati tedeschi, senza riuscire a piazzarsi nelle prime posizioni. Nel 1927 era uno dei favoriti nella divisione dei pesi gallo a causa delle sue precedenti prestazioni, ma subì un incidente d'auto mentre si recava alla sede dei campionati a Norimberga e non poté competere. Nel 1928 diventò per la prima volta campione tedesco; a questo seguiranno altri nove titoli nazionali e un secondo posto tra il 1929 e il 1938. Nel 1930 era considerato il miglior sollevatore di pesi gallo, ma a quel tempo non poteva mostrare le sue abilità sulla scena internazionale perché la categoria dei pesi gallo (fino a 56 kg di peso) non era considerata a quei livelli. Nel 1934 passò ai pesi piuma (fino a 60 kg di peso) e, dopo aver conquistato la medaglia d'argento agli europei di Genova del 1934, divenne campione europeo nel 1935.
Ai campionati mondiali vinse la medaglia di bronzo nel 1937. Partecipò ai Giochi Olimpici di Berlino del 1936, classificandosi all'ottavo posto. Dopo aver terminato la carriera agonistica nel 1938, ha lavorato per molti anni come allenatore nella squadra che lo aveva lanciato.